# Nina Stapelfeldt
Nina Stapelfeldt (Hünenberg, 13 april 1995) is een Zwitsers voetbalspeelster.
Stapelfeldt speelde van 2014 tot 2018 voor FC Zürich en FC Luzern in de Zwitserse competitie. In 2018 ging ze naar FC Twente. Een seizoen later tekende ze een contract bij KAA Gent Ladies. In seizoen 2020/21 komt ze uit voor ASJ Soyaux in de Franse competitie.

## Statistieken
| Seizoen | Club            | Land      | Competitie   | Wedstrijden | Doelpunten |
| ------- | --------------- | --------- | ------------ | ----------- | ---------- |
| 2018/19 | FC Twente       | Nederland | Eredivisie   | 17          | 0          |
| 2019/20 | KAA Gent Ladies | België    | Super League |             |            |
| 2020/21 | Soyaux          | Frankrijk | FD1          | 2           | 0          |
| 2021/22 | AC Milan        | Italië    | Serie A      |             |            |
| Totaal  | Totaal          | Totaal    | Totaal       | 19          | 0          |

Laatste update: september 2020

## Interlands
Stapelfeldt speelde voor het Zwitserse vrouwenelftal O17 en O19. Sinds 2019 speelde ze ook voor het Zwitsers voetbalelftal.